# Азякуль
Азяку́ль (тат. Әҗәкүл) — деревня в Актанышском районе Республики Татарстан. Входит в состав муниципального образования «Актанышбашское сельское поселение».

## География
Деревня — пристань на реке Белая, в 5 километрах к северо-западу от села Актаныш.

## История
В «Списке населенных мест по сведениям 1870 года», изданном в 1877 году, населённый пункт упомянут как деревня Азекулева 1-го стана Мензелинского уезда Уфимской губернии. Располагалась при озере Азекуле, по левую сторону почтового тракта из Мензелинска в Бирск, в 64 верстах от уездного города Мензелинска и в 36 верстах от становой квартиры в деревне Поисева. В деревне, в 45 дворах жили 443 человека (210 мужчин и 233 женщины, тептяри), были мечеть, училище. Жители занимались земледелием, скотоводством, пчеловодством.

## Население
| 1795 | 1859 | 1870 | 1884 | 1906 | 1913 | 1926 | 1938 | 1949 | 1958 | 1970 | 1979 | 1989 | 2000 | 2002 | 2010 | 2015 |
| ---- | ---- | ---- | ---- | ---- | ---- | ---- | ---- | ---- | ---- | ---- | ---- | ---- | ---- | ---- | ---- | ---- |
| 231  | 409  | 443  | 441  | 411  | 580  | 590  | 934  | 538  | 446  | 323  | 303  | 359  | 373  | 340  | 358  | 341  |

Национальный состав деревни — татары.